# Stříbřec
Stříbřec är en ort i Tjeckien.   Den ligger i regionen Södra Böhmen, i den centrala delen av landet, 120 km söder om huvudstaden Prag. Stříbřec ligger 445 meter över havet och antalet invånare är 443.
Terrängen runt Stříbřec är platt. Runt Stříbřec är det ganska glesbefolkat, med 40 invånare per kvadratkilometer. Närmaste större samhälle är Jindřichův Hradec, 15,6 km nordost om Stříbřec. I omgivningarna runt Stříbřec växer i huvudsak blandskog.